# اقتصاد دائري
الاقتصاد الدائري (يشار إليه في كثير من الأحيان باسم «دائرية») هو نظام اقتصادي يهدف إلى القضاء على الهدر والاستخدام المستمر للموارد. تستخدم الأنظمة الدائرية إعادة الاستخدام والمشاركة والإصلاح والتجديد وإعادة التصنيع وإعادة التدوير لإنشاء نظام حلقة مغلقة، مما يقلل استخدام مدخلات الموارد إلى الحد الأدنى ويخفّض انبعاثات النفايات والتلوث وانبعاثات الكربون. يهدف الاقتصاد الدائري إلى الحفاظ على استخدام المنتجات والمعدات والبنية التحتية لفترة أطول، وبالتالي تحسين إنتاجية هذه الموارد. يجب أن تصبح جميع «النفايات» «غذاءً» لعملية أخرى: إما منتجًا ثانويًا أو موردًا مسترجعًا لعملية صناعية أخرى، أو كموارد متجددة للطبيعة، على سبيل المثال السماد. هذا النهج التجديدي يتناقض مع الاقتصاد الخطي التقليدي، الذي لديه نموذج «خذ، تصنع، تخلص» من الإنتاج.
يقترح مؤيدو الاقتصاد الدائري أن وجود عالم مستدام لا يعني انخفاضًا في نوعية الحياة للمستهلكين، ويمكن تحقيقه دون خسارة الإيرادات أو التكاليف الإضافية للمصنعين. الحجة هي أن نماذج الأعمال الدائرية يمكن أن تكون مربحة مثل النماذج الخطية، ما يسمح لنا بالاستمرار في الاستمتاع بمنتجات وخدمات مماثلة.

## الاستدامة
بديهيًّا، يبدو أن الاقتصاد الدائري أكثر استدامة من النظام الاقتصادي الخطي الحالي. فهو يعتمد تقليل الموارد المستخدمة، والنفايات الناتجة عن التسرب، يحفظ الموارد ويساعد على تقليل التلوث البيئي. رغم ذلك، يجادل البعض بأن هذه الافتراضات مبسطة؛ أنها تتجاهل تعقيد النظم الحالية والمفاضلات المحتملة. على سبيل المثال، يبدو أن البعد الاجتماعي للاستدامة لا يُعالج إلا بشكل هامشي في العديد من المنشورات حول الاقتصاد الدائري. هناك حالات قد تتطلب استراتيجيات مختلفة أو إضافية، مثل شراء معدات جديدة وأكثر كفاءة في استخدام الطاقة. من خلال مراجعة الأدبيات، يمكن لفريق من الباحثين من كامبريدج وTU Delft أن يظهر أن هناك على الأقل ثمانية أنواع مختلفة من العلاقات بين الاستدامة والاقتصاد الدائري.

### النطاق

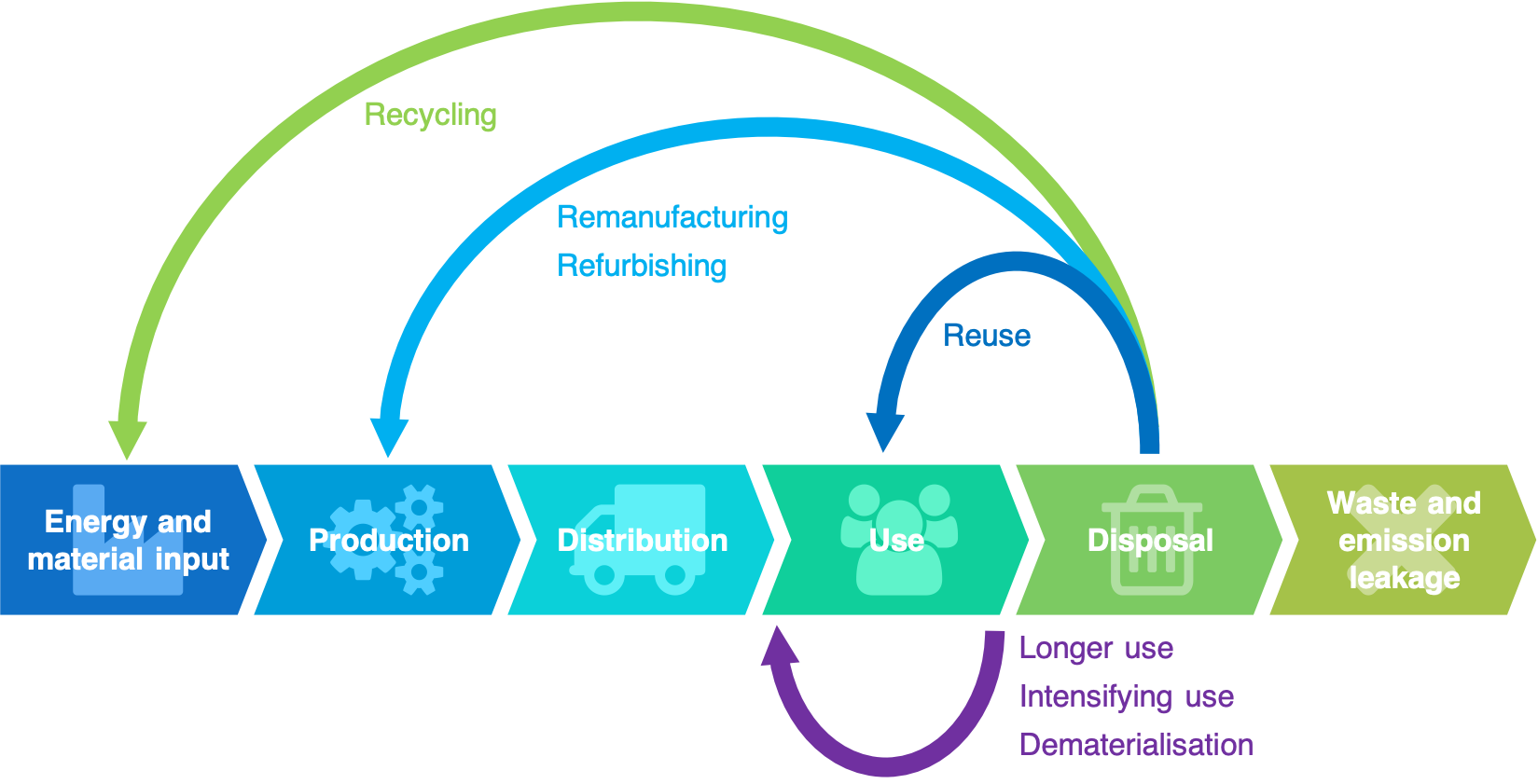
توضيح لمفهوم الاقتصاد الدائري

يمكن للاقتصاد الدائري أن يغطي نطاقًا واسعًا، حيث أظهرت النتائج المستخلصة من الأبحاث أن الباحثين ركزوا على مجالات مختلفة مثل التطبيقات الصناعية مع كلٍ من المنتجات والخدمات، الممارسة والسياسات، لفهم القيود التي يفرضها الاقتصاد الدائري بشكل أفضل الوجوه الحالية، الإدارة الاستراتيجية للحصول على تفاصيل حول الاقتصاد الدائري والنتائج المختلفة مثل تطبيقات إعادة الاستخدام المحتملة وإدارة النفايات.
يشمل الاقتصاد الدائري المنتجات والبنية التحتية والمعدات والخدمات، وينطبق ذلك على كل قطاع صناعي. ويشمل الموارد «التقنية-الفنية» (المعادن، المعادن، الموارد الأحفورية) والموارد «البيولوجية» (الغذاء، الألياف، الأخشاب، إلخ). تدعو معظم مدارس الفكر إلى التحول من الوقود الأحفوري إلى استخدام الطاقة المتجددة، وتؤكد على دور التنوع كخاصية للأنظمة المرنة والمستدامة. ويشمل مناقشة دور المال والتمويل كجزء من النقاش الأوسع نطاقًا، وقد دعا بعض رواده إلى تجديد أدوات قياس الأداء الاقتصادي.
أحد الأمثلة على نموذج الاقتصاد الدائري هو تنفيذ نماذج التأجير في مناطق الملكية التقليدية (مثل الإلكترونيات والملابس والأثاث والنقل). من خلال استئجار نفس المنتج للعديد من العملاء، يمكن للمصنعين زيادة إيرادات كل وحدة، وبالتالي تقليل الحاجة إلى إنتاج المزيد لزيادة الإيرادات. غالبًا ما توصف مبادرات إعادة التدوير على أنها اقتصاد دائري ومن المحتمل أن تكون أكثر النماذج انتشارًا.

### خلفية
في وقت مبكر من عام 1966، رفع كينيث بولدينج الوعي بـ «الاقتصاد المفتوح» مع موارد المدخلات غير المحدودة وبوابات الإنتاج، على النقيض من «الاقتصاد المغلق»، حيث يتم ربط الموارد والمصارف وتظل أطول جزء ممكن من الاقتصاد. غالبًا ما يُشار إلى مقالة بولدنج «اقتصاديات الأرض القادمة للفضاء» باعتبارها التعبير الأول عن «الاقتصاد الدائري»، على الرغم من أن بولدينج لا يستخدم هذه العبارة. يرتكز الاقتصاد الدائري على دراسة الأنظمة الغنية بالملاحظات (غير الخطية)، خاصة الأنظمة الحية. تطوّر الفهم المعاصر للاقتصاد الدائري وتطبيقاته العملية على النظم الاقتصادية، حيث تم دمج ميزات ومساهمات مختلفة من مجموعة متنوعة من المفاهيم التي تتقاسم فكرة الحلقات المغلقة. بعض التأثيرات النظرية ذات الصلة من المهد إلى المهد، وقوانين البيئة، والاقتصاد المحلي والأداء، والتصميم التجديدي، والبيئة الصناعية، والمحاكاة الحيوية والاقتصاد الأزرق. تم تطوير الاقتصاد الدائري بشكل أكبر من قبل الاقتصاديين البيئيين البريطانيين ديفيد بيرس و ر. كيني ترنر في عام 1989. في اقتصاديات الموارد الطبيعية والبيئة، أشاروا إلى أنه تم تطوير اقتصاد مفتوح العضوية مع عدم وجود ميل داخلي لإعادة التدوير، الأمر الذي انعكس بمعالجة البيئة كمخزون للنفايات. في أوائل التسعينيات من القرن العشرين، بدأ تيم جاكسون في جمع الأساس العلمي لهذا النهج الجديد في الإنتاج الصناعي في مجموعته المحررة «استراتيجيات الإنتاج النظيف»، بما في ذلك فصول من كتّاب بارزين في هذا المجال، مثل والتر آر ستاهيل، بيل ريس، وبوب كوستانزا. في الوقت الذي لا يزال يُطلق عليه «الإدارة البيئية الوقائية»، قام كتابه المتتابع «الاهتمامات المادية -التلوث والأرباح ونوعية الحياة» بتجميع هذه النتائج في بيان للتغيير، ما أدى إلى نقل الإنتاج الصناعي بعيدًا عن نظام خطي استكشافي نحو اقتصاد دائري أكثر.

### الفكرة
في تقريرهم البحثي لعام 1976 المقدم إلى المفوضية الأوروبية، بعنوان «إمكانات استبدال القوى العاملة بالطاقة»، رسم والتر ستاهيل وجنيفيف ريداي رؤية الاقتصاد في الحلقات (أو الاقتصاد الدائري) وتأثيره على خلق فرص العمل، والقدرة التنافسية الاقتصادية، وتوفير الموارد، ومنع النفايات. نُشر التقرير في عام 1982 تحت عنوان كتاب «وظائف من أجل الغد: إمكانات استبدال القوى العاملة بالطاقة». في عام 1982، حصل والتر ستاهيل على الجائزة الثالثة في مسابقة جائزة يتشيل على نماذج الأعمال المستدامة مع ورقة بعنوان عامل دورة حياة المنتج. ذهبت الجائزة الأولى إلى وزير الزراعة الأمريكي آنذاك، والجائزة الثانية لأموري وهنتر لوفينز، الجائزة الرابعة لبيتر سينج. تُعد الأهداف الرئيسية لمعهد ستاهيل واحدة من أوائل مؤسسات الفكر العملية والموثوقة في مجال الاستدامة، وتتمثل في إطالة العمر التشغيلي للمنتجات، وجعل السلع تستمر لفترة أطول، وإعادة استخدام السلع الموجودة، وفي النهاية منع النفايات. يشدد هذا النموذج على أهمية بيع الخدمات بدلاً من المنتجات، وهي فكرة يشار إليها باسم «اقتصاد الخدمات الوظيفية» وتوضع أحيانًا تحت مفهوم أوسع هو «اقتصاد الأداء». ينادي هذا النموذج أيضًا «بمزيد من توطين النشاط الاقتصادي». تم تحديد تعزيز الاقتصاد الدائري باعتباره السياسة الوطنية في خطة الصين الخمسية الـ 11 التي تبدأ في عام 2006. حددت مؤسسة إلين ماك آرثر مؤخرًا الفرصة الاقتصادية لاقتصاد دائري، حيث جمعت مدارس فكرية تكميلية في محاولة لإنشاء إطار متماسك، مما أعطى المفهوم عرضًا واسعًا وجاذبية. وغالبًا ما يصفه مؤيدوه بأنه إطار عمل للتفكير، فهو نموذج متماسك له قيمة كجزء من الاستجابة لنهاية عصر النفط والمواد الرخيصة، علاوة على المساهمة في الانتقال إلى اقتصاد منخفض الكربون. تماشيًا مع هذا، يمكن للاقتصاد الدائري أن يساهم في تلبية اتفاقية باريس 21 لمؤتمر الأطراف. التزامات خفض الانبعاثات التي تعهدت بها 195 دولة في اتفاقية باريس سي أو بّي 21، ليست كافية للحد من ظاهرة الاحتباس الحراري إلى 1.5 درجة مئوية. للوصول إلى طموح 1.5 درجة مئوية، من المقدر تحقيق تخفيضات إضافية في الانبعاثات تصل إلى 15 مليار طن من ثاني أكسيد الكربون سنويًا بحلول عام 2030. قدرت دائرة الاقتصاد وايكوفيس أن استراتيجيات الاقتصاد الدائري قد تؤدي إلى خفض الانبعاثات التي يمكن أن تسد الفجوة بمقدار النصف.

### الابتعاد عن النموذج الخطي
تستخدم العمليات الصناعية الخطية «تأخذ وتصنع وتتخلص»، وأنماط الحياة التي تعتمد عليها، احتياطياتٍ محدودة لإنشاء منتجات ذات عمر محدد، والتي تنتهي في مدافن النفايات أو في المحارق. في المقابل، تأخذ المقاربة الدائرية رؤىً من الأنظمة الحية. إنها تعتبر أن أنظمتنا يجب أن تعمل مثل الكائنات الحية، وتجهيز المواد الغذائية التي يمكن تغذيتها مرة أخرى في الدورة -سواء كانت بيولوجية أو تقنية -ومن هنا تأتي مصطلحات «الحلقة المغلقة» أو «التجددية» المرتبطة عادة بها. يمكن تطبيق التسمية الاقتصادية الدائرية العامة على العديد من مدارس الفكر المختلفة أو المطالبة بها، ولكن جميعها تنجذب حول نفس المبادئ الأساسية. أحد المفكرين البارزين في هذا الموضوع هو والتر ستاهيل، وهو مهندس معماري وخبير اقتصادي وأب مؤسس للاستدامة الصناعية. نظرًا لقيامه بصياغة تعبير «من مهد إلى مهد» (على النقيض من «من المهد إلى اللحد»، الذي يوضح طريقة عمل «الموارد إلى النفايات»)، في أواخر السبعينيات، عمل ستاهيل على تطوير نهج «حلقة مغلقة» للإنتاج العمليات، وشارك في تأسيس معهد حياة المنتج في جنيف. في المملكة المتحدة، بحث ستيف د. باركر النفايات كمورد في القطاع الزراعي في المملكة المتحدة في عام 1982، وتطوير نظم إنتاج حلقة مغلقة جديدة. هذه النظم تحاكي وعملت مع النظم الإيكولوجية البيولوجية التي استغلتها.